# Carl Rothlin
Carl Hosin (ursprungligen Herman) Rothlin, född 13 juni 1917 i Göteborg, död 17 november 1994 i Stockholm, var en svensk kemist, målare, skulptör och tecknare.
Han var son till apotekaren Herman Fritiof Julius Rothlin och Gerda Lorentzon samt bror till Brita Rothlin-Zachrisson. Rothlin flyttade till Stockholm 1935 och utbildade sig till kemiingenjör vid Stockholms högskola. Konstutbildningen innefattade Konstfack och Konsthögskolan. Han medverkade i samlingsutställningar med Roslagens konstnärsgille och samlingsutställningar med anknytning till Roslagskonst. Hans skulpturer består av figur- och djurskulpturer samt porträtthuvuden i terrakotta brons eller gips samt porträttmålningar. Rothlin finns representerad vid Nationalmuseum.
Han skrev även konst- och naturvetenskapliga artiklar i dagspressen samt kåserade i Svenska Dagbladet 1957–1962 under signaturen farbror Carl.